# C'è tutto un mondo intorno
C'è tutto un mondo intorno è un brano musicale dei Matia Bazar, tratto dall'album Tournée del 1979. Quarto lavoro in studio per la band genovese, riscuote un ottimo successo di pubblico diventando il diciottesimo album più venduto in Italia in quell'anno.
È stato, inoltre, pubblicato come lato A del singolo C'è tutto un mondo intorno/Per amare cosa vuoi (Ariston, AR 00875) e non solo, ma anche come traccia di apertura dell'EP e della raccolta, entrambi omonimi.

## Descrizione
La canzone è una dei loro grandi classici. Parla con grande delicatezza del tema della solitudine («se per caso un giorno o l'altro ti trovassi solo sai...») che può facilmente sfociare nella disperazione e nella depressione («e se poi il cielo blu si chiude all'improvviso su di te»);  Stellita invita ad aggrapparsi alla speranza («se nel buio che ti avvolge una fiamma scorgerai... quella fiamma sconosciuta è la tua zattera, lo sai»), a non lasciarsi mai sopraffare dalla malinconia e dalla tristezza («corri corri senza indugi, forse è il sole che tu vuoi»), a buttarsi a capofitto nella vita («tu non girargli intorno, ma entra dentro al mondo»).
Prendere coscienza di quello che ci circonda («guardati allo specchio e guarda un poco un poco intorno a te») e della bellezza che si nasconde dietro ogni bruttura («se nel buio che ti avvolge una fiamma scorgerai...»), è l'unica ricetta e l'unico sprone («entra dentro al mondo, dai») per trovare, o almeno cercare di trovare una soluzione al proprio malessere e alle proprie preoccupazioni.

## Versioni dei Matia Bazar

### Versione originale
- Antonella Ruggiero – voce solista, percussioni
- Piero Cassano – tastiere, voce, cori
- Carlo Marrale – chitarra, voce, cori
- Aldo Stellita – basso, cori
- Giancarlo Golzi – batteria

### Tabella
| Solista            | Anno      | Album                         |
| ------------------ | --------- | ----------------------------- |
| Antonella Ruggiero | 1979 1981 | Tournée Live@RTSI             |
| Laura Valente      | 1995      | Radiomatia                    |
| Silvia Mezzanotte  | 2001 2002 | Dolce canto Messaggi dal vivo |
| Roberta Faccani    | –         | –                             |

La tabella riassume le versioni su album registrate da tutte le soliste del gruppo.

## Versione solista di Antonella Ruggiero
Nel 1997 la stessa Antonella Ruggiero include una nuova versione del brano, eseguita insieme al gruppo dei Timoria che curano anche l'arrangiamento, nel suo secondo album da solista Registrazioni moderne. Il CD, che è una raccolta in cui Antonella reinterpreta, con la collaborazione di altri gruppi, canzoni dell'epoca in cui era stata la voce dei Matia Bazar, viene ristampato l'anno successivo e rimasterizzato nel 2006.
Il brano spicca nell'album per la musicalità e per l’intensità vocale della stessa Ruggiero.

### Musicisti
- Antonella Ruggiero – voce solista
- Timoria
  - Francesco Renga - voce
  - Omar Pedrini – chitarra, voce
  - Diego Galeri – batteria
  - Enrico Ghedi – tastiere, voce
  - Carlo Alberto "Illorca" Pellegrini – basso, voce
  - Pippo Ummarino – percussioni